# Kazushi Sakuraba
Kazushi Sakuraba (jap. 桜庭和志 Sakuraba Kazushi; ur. 14 lipca 1969) − japoński zawodnik mieszanych sztuk walki (MMA) i wrestler. Walczył dla największych światowych organizacji MMA, takich jak UFC, PRIDE FC i DREAM. Swój pseudonim "Gracie Hunter" zawdzięcza zwycięstwom nad specjalistami brazylijskiego jiu-jitsu z rodziny Gracie: Roylerem, Renzo, Ryanem i Royce’em. Jego walka z tym ostatnim, która odbyła się 1 maja 2000 roku, trwała 90 minut i jest uznawana za najdłuższą w historii mieszanych sztuk walki.

## Zapasy
W wieku 15 lat zaczął trenować zapasy w stylu wolnym. Amatorską karierę zapaśniczą kontynuował na studiach. Będąc na ostatnim roku, zajął 4. miejsce w akademickich mistrzostwach Japonii.

## Wrestling
Po zakończeniu nauki zdecydował się rozpocząć karierę wrestlera. Występował w organizacjach UWF International, New Japan Pro-Wrestling (NJPW) i Kingdom Pro Wrestling. Podczas tego okresu trenowany był przez Billy’ego Robinsona, brytyjskiego instruktora catch wrestlingu, dzięki któremu rozwinął umiejętności chwytów kończących (dźwigni i duszeń). Od sierpnia 2012 roku ponownie związany jest z organizacją NJPW.

## Mieszane sztuki walki
Pierwszą zawodową walkę w MMA stoczył w 1996 roku przeciwko znanemu z występów w UFC Amerykaninowi Kimo Leopoldo. Przegrał z nim przez duszenie. W grudniu 1997 roku Sakuraba wystartował w turnieju wagi ciężkiej UFC Japan: Ultimate Japan w Jokohamie. Wygrał go, pokonując w finale przez poddanie (dźwignia na ramię) Brazylijczyka Marcusa Silverę.

### PRIDE FC
W 1998 roku związał się z PRIDE FC, gdzie występował przez ponad 7 kolejnych lat. W okresie 1998−1999 odniósł sześć zwycięstw, m.in. nad Carlosem Newtonem (późniejszym mistrzem UFC w wadze półśredniej), Vitorem Belfortem (późniejszym mistrzem UFC w wadze półciężkiej) i Roylerem Gracie (wielokrotnym mistrzem świata w BJJ), stając się jednym z czołowych zawodników tej organizacji.
W 2000 roku wziął udział w PRIDE 2000 Openweight GP − turnieju bez podziału na kategorie wagowe. W pierwszej rundzie wyeliminował byłego mistrza Pancrase, Guya Mezgera (30 stycznia). Faza finałowa została rozegrana jednego dnia − 1 maja w Tokio. W ćwierćfinale Sakuraba zmierzył się z trzykrotnym zwycięzcą turniejów UFC i bratem Roylera, Royce’em Graciem. Na żądanie obozu Brazylijczyka walka odbyła się na specjalnych zasadach: nie obowiązywał limit czasu, nie było sędziów punktowych, jedynym możliwym rozstrzygnięciem był nokaut lub poddanie. Pojedynek trwał przez sześć 15-minutowych rund, w ciągu których obaj zawodnicy bezskutecznie próbowali poddać rywala. Z upływem czasu szala zwycięstwa zaczęła przechylać się jednak na stronę Japończyka, który kontrolował walkę w stójce i neutralizował próby obaleń, zadając przy tym liczne niskie kopnięcia. Spowodowały one naderwanie ścięgna podkolanowego i pęknięcie kości piszczelowej Brazylijczyka. W końcu, po 90 minutach boju, sekundanci Gracie’ego poddali go, rzucając na ring ręcznik. Pojedynek ten przeszedł do historii jako najdłuższa walka MMA. Mimo zmęczenia Sakuraba wyszedł do półfinału, w którym z mierzył się z Ihorem Wowczanczynem. Po 15 minutach wyrównanej walki Japończyk został poddany przez własny narożnik z powodu wycieńczenia. Była to jego pierwsza porażka od 4 lat.
W 2000 roku stoczył jeszcze dwie walki z innymi członkami rodu Gracie. W sierpniu pokonał przez techniczne poddanie Renzo Gracie’ego, łamiąc mu za pomocą kimury rękę w stawie łokciowym, a w grudniu odniósł zwycięstwo przez jednogłośną decyzję sędziów nad młodszym bratem Renzo, Ryanem.
W marcu 2001 roku przegrał przez techniczny nokaut w 1. rundzie z Wanderleiem Silvą, po czym w lipcu poddał za pomocą duszenia zza pleców Quintona Jacksona. 3 listopada, na gali PRIDE 17 w Tokio zmierzył się w rewanżu z Silvą. Stawką walki było mistrzostwo PRIDE w wadze średniej (do 93 kg). W jej trakcie Sakuraba doznał złamania obojczyka i po 10 minutach pojedynek został przerwany przez lekarza − Silva wygrał przez TKO, zdobywając mistrzostwo.
Po niemal rocznej przerwie spowodowanej rehabilitacją Sakuraba powrócił na ring w walce z Mirko Filipoviciem; przegrał przez TKO w drugiej rundzie. Kolejnej porażki doznał w sierpniu 2003 roku, gdy został znokautowany przez znacznie niżej notowanego Brazylijczyka Nino Schembriego. 5 miesięcy później wystartował w turnieju PRIDE Middleweight Grand Prix 2003. W pierwszej rundzie po raz trzeci w karierze zmierzył się z Wanderleiem Silvą i po raz trzeci z nim przegrał − tym razem przez ciężki nokaut. W kolejnych latach walczył ze zmiennym powodzeniem, m.in. wygrywając przed czasem z Kevinem Randlemanem, Kenem Shamrockiem i Ikuhisą Minową, ale też ponosząc porażki z Antônio Rogério Nogueirą i Ricardo Aroną.  

### K-1, Hero's, Dream
W 2006 roku odszedł z PRIDE i podpisał kontrakt z konkurencyjną organizacją FEG na walki podczas gal z cyklu Hero’s, Dynamite!! i DREAM. 2 czerwca 2007 roku, na gali Dynamite!!USA w Los Angeles zmierzył się w rewanżu z Royce’em Graciem. Walka nie obfitowała w akcje zaczepne, obaj zawodnicy skupili się na defensywie. Ostatecznie wygrał ją Brazylijczyk przez jednogłośną decyzję sędziów. Po pojedynku ogłoszono wyniki testów antydopingowych. Okazało się, że w organizmie Brazylijczyka wykryto steryd anaboliczny nandrolon, którego poziom przekraczał 25-krotnie dozwoloną dawkę. Gracie został ukarany grzywną i zawieszony na rok, jednak wyniku walki nie zmieniono.
W grudniu 2007 roku, podczas sylwestrowej gali Dynamite!! Sakuraba pokonał przez poddanie byłego 2-krotnego mistrza Pancrase i popularnego wrestlera Masakatsu Funakiego. W następnym roku wziął udział w turnieju DREAM Middleweight GP, który miał wyłonić mistrza organizacji w wadze średniej (do 84 kg). W pierwszej rundzie pokonał przez poddanie karatekę Andrewsa Nakaharę, ale w ćwierćfinale został znokautowany przez Melvina Manhoefa.
W 2010 roku, po dwóch kolejnych porażkach z Ralekiem Gracie i Jasonem Millerem, przeszedł do wagi półśredniej (do 76 kg). 31 grudnia na gali Dynamite!! 2010 stanął do walki o pas z mistrzem DREAM w wadze półśredniej Mariusem Žaromskisem. Sakuraba przegrał w 1. rundzie przez techniczny nokaut na skutek kontuzji ucha.
We wrześniu 2011 roku, podczas gali DREAM 17 Japończyk zmierzył się z niepokonanym Yanem Cabralem. Brazylijczyk poddał go za pomocą duszenia. Była to czwarta z rzędu porażka Sakuraby, po której powrócił do występów w wrestlingu.